# Pawlikowice (powiat pabianicki)

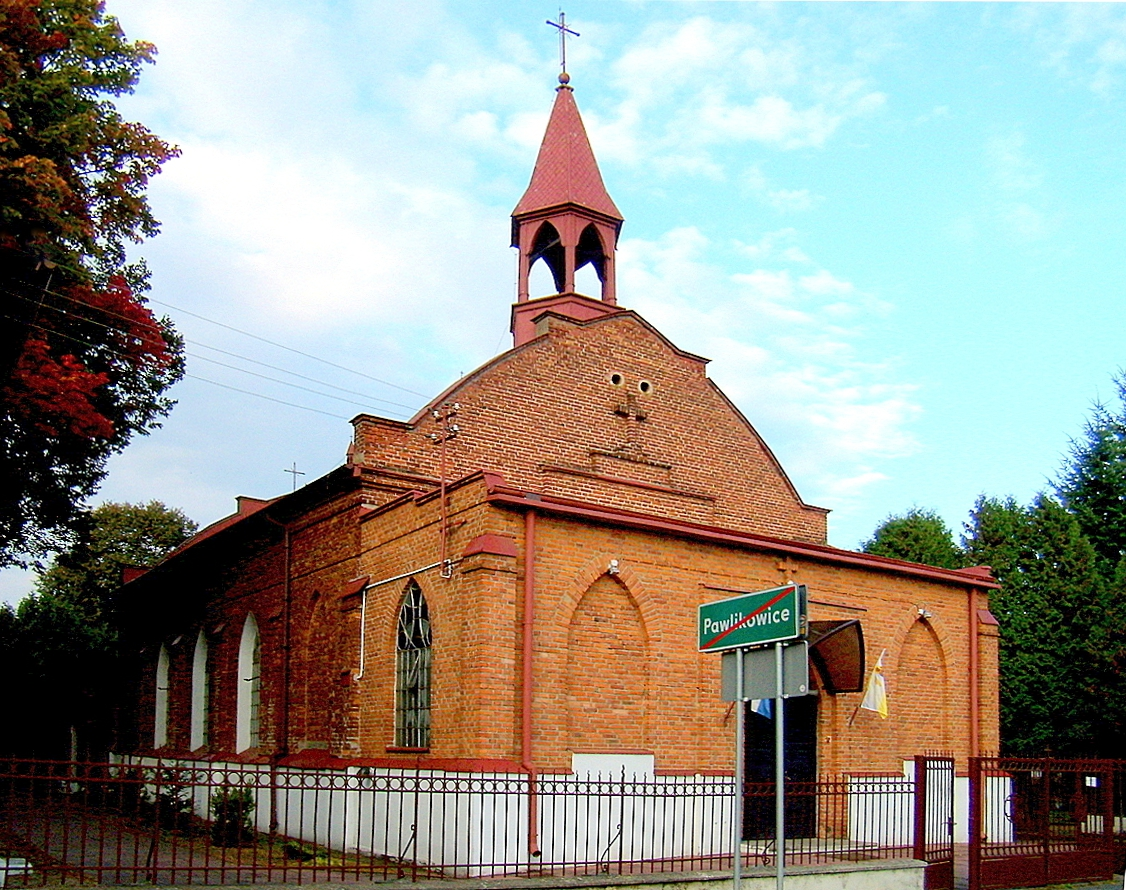
Kościół św. Józefa Oblubieńca NMP (1929)

Pawlikowice – wieś sołecka w Polsce, w województwie łódzkim, w powiecie pabianickim, w gminie Pabianice w bezpośrednim sąsiedztwie drogi wojewódzkiej nr 485 i drogi ekspresowej S8.
Miejscowość położona jest na Wysoczyźnie Łaskiej.
W latach 1975–1998 miejscowość należała administracyjnie do ówczesnego województwa łódzkiego. 
W Pawlikowicach z uwagi na skupiska ludzkie wyróżnia się Pawlikowice I i Pawlikowice II oddalone od siebie około 1000 metrów.
W Pawlikowicach znajduje się kościół ceglany z 1929 r. w stylu uproszczonym neogotyckim (Parafia Świętego Józefa Oblubieńca Najświętszej Maryi Panny i Narodzenia Najświętszej Maryi Panny - Dąbrowa-Pawlikowice), szkoła podstawowa, remiza Ochotniczej Straży Pożarnej, Wiejski Ośrodek Zdrowia, trzy sklepy, cmentarz, przystanek PKS i krańcówka podmiejskiej linii pabianickiego MZK koło kapliczki. We wsi działa klub sportowy Burza Pawlikowice, występująca w V lidze polskiej. Kolejnym klubem jest LKS Pawlikowiczanka, mająca duże tradycje kolarskie. Najbardziej utytułowaną zawodniczką tego klubu była Bogumiła Matusiak - wielokrotna Mistrzyni Polski w żeńskim kolarstwie szosowym oraz reprezentantka Polski na arenie międzynarodowej. W miejscowości funkcjonuje klub piłkarski GLKS Burza Pawlikowice.
W 2012 roku rozpoczęła się budowa drogi ekspresowej S8, która przebiega przez teren pomiędzy dwiema częściami wsi. Skutkiem tego było zburzenie budynku Wiejskiego Ośrodka Zdrowia w Pawlikowicach i przeniesie przychodni do nowo wybudowanej siedziby w Pawlikowicach I. Droga została oddana do użytku w kwietniu 2014 r.
Miejscowość jest włączona do sieci komunikacji autobusowej MZK Pabianice (linia 265).